# Atentados de Tiro

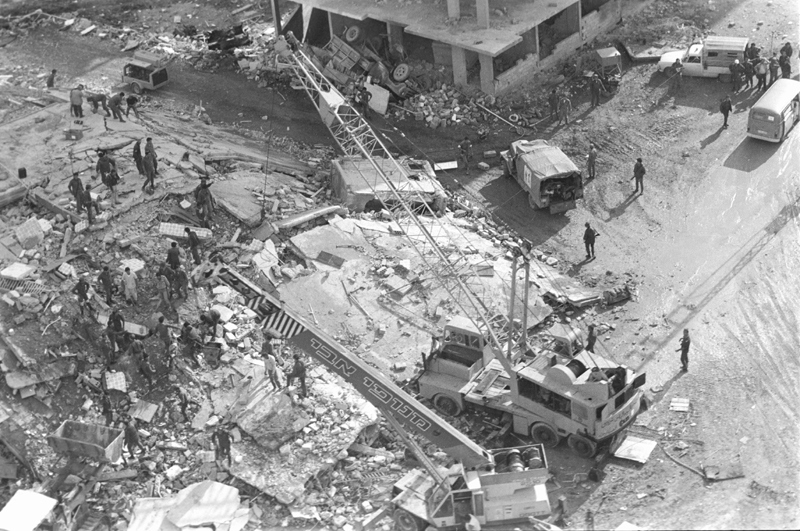
Fotografía del atentado.

Los atentados con bombas en el cuartel general de Tiro fueron dos atentados suicidas contra el edificio del cuartel general de las Fuerzas de Defensa de Israel en Tiro (Líbano) en 1982 y 1983, durante la Guerra civil del Líbano y la invasión israelí del Líbano. Las explosiones mataron a 103 israelíes y entre 46 y 59 libaneses, hirieron a 95 personas y fueron algunas de las peores pérdidas de la historia para el FDI. El segundo ataque ocurrió en noviembre de 1983 y fue atribuido a Hezbollah.

## Primer atentado
Después de invadir el Líbano en junio, el ejército israelí estableció puestos de mando para dirigir las ciudades que ocupaba. El 11 de noviembre de 1982, un automóvil Peugeot repleto de explosivos golpeó el edificio de siete pisos que utilizaban las fuerzas armadas israelíes para gobernar Tiro. La explosión arrasó el edificio y mató a 75 soldados israelíes, policías fronterizos y agentes del Shin Bet. Además, entre 14 y 27 prisioneros libaneses y palestinos que estaban retenidos por Israel fueron asesinados. Veintisiete israelíes y 28 árabes resultaron heridos.
El gobierno israelí dijo poco después de la explosión, e insiste hasta el día de hoy, que la explosión fue un accidente resultante de la explosión de bombonas de gas. Esto es contrario a los tres testigos que vieron el Peugeot acelerar hacia el edificio, la identificación de las partes del automóvil entre los escombros del edificio y la existencia de un informe del Shin Bet que detalla los preparativos de Hezbollah para el atentado.
Hay un monumento cerca de Baalbek, Líbano, dedicado a Ahmad Qasir, de 17 años, el terrorista suicida responsable del ataque.

## Segundo atentado
Casi un año después, ocurrió un bombardeo casi idéntico en Tiro. El 4 de noviembre de 1983, un atacante suicida condujo una camioneta llena de explosivos contra un edificio del Shin Bet en una base de las FDI en Tiro. La explosión mató a 28 israelíes y 32 prisioneros libaneses e hirió a otros 40. El ataque fue llevado a cabo por la organización libanesa chiita Hezbolá.